# Myzostoma cirriferum
Myzostoma cirriferum is een ringworm uit de familie Myzostomatidae.
Myzostoma cirriferum werd in 1836 voor het eerst wetenschappelijk beschreven door Leuckart.